# الرهوة (لودر)

تعديل مصدري - تعديل

الرهوة هي إحدى قرى عزلة زارة بمديرية لودر التابعة لمحافظة أبين، بلغ تعداد سكانها 20 نسمة حسب تعداد اليمن لعام 2004.